# Campeonato Descentralizado 2018
El Campeonato Descentralizado  2018, por razones de patrocinio como Copa Movistar 2018, fue la edición número 102 de la Primera División del Perú, la quincuagésima tercera desde que se descentraliza en 1966, la quincuagésima tercera y última bajo la denominación de Campeonato Descentralizado y la octava bajo el patrocinio de Movistar.
El campeón fue Sporting Cristal que obtuvo su título número 19 tras imponerse a Alianza Lima en la final: por 4-1 en la ida y 3-0 en la vuelta. 
También era el debut del Deportivo Binacional en Primera División y el regreso del Sport Boys luego de estar 5 años en la Segunda División.
En esta campaña, el jugador del Sporting Cristal Emanuel Herrera rompió el récord de Eduardo Esidio de más goles en una sola temporada con 40 goles, 3 más que el brasileño.

## Sistema de competición
El campeonato está constituido de tres torneos cortos: Torneo de Verano, Torneo Apertura y Torneo Clausura; semifinales que fueron jugadas entre los ganadores del los tres torneos cortos y el equipo con mayor puntaje acumulado; y una final entre los ganadores de estas.

### Torneo de Verano
El Torneo de Verano fue el primer torneo en jugarse. En él, los dieciséis equipos fueron divididos en dos grupos de ocho cada uno mediante sorteo. Dentro de cada grupo los equipos jugaron entre sí dos veces, mediante el sistema de todos contra todos, totalizando catorce partidos cada uno. Al término de las catorce fechas los primeros de cada grupo clasificaron para la final, la cual se jugó a doble partido. El equipo ganador clasificó a las semifinales del campeonato.

### Torneo Apertura y Clausura
Seguidamente se jugó el Torneo Apertura y, después, el Clausura. En el Apertura los dieciséis equipos jugaron entre sí, una vez, mediante el sistema de todos contra todos, totalizando quince partidos cada uno. Al término de ellos, el primer equipo se proclamó campeón y se clasificó a las semifinales. En el Clausura fue de la misma manera, pero con localía invertida con respecto al Apertura.

### Definición del título
Para la definición del título participarán los vencedores del Torneo de Verano, Apertura y Clausura junto con el primero Tabla acumulada, con las siguientes consideraciones: 
- Si los campeones de los tres torneos y el primero del acumulado son distintos equipos, se disputarán Semifinales y Final.
- Si un equipo gana 2 torneos cortos o un torneo y es primero del acumulado, clasifica directamente a la Final. Su rival será el ganador de la semifinal entre el otro ganador de uno de los torneos y el otro equipo del acumulado o los otros 2 ganadores de los torneos cortos.
- Si dos equipos ganan 2 torneos, se jugará directamente la Final entre esos equipos.

- Si un equipo es ganador del Apertura y Clausura, se proclamará campeón nacional automáticamente.

### Clasificación a torneos internacionales
La Conmebol otorga 8 cupos a Perú para los torneos internacionales que se distribuyen de la siguiente manera:

#### Copa Libertadores
- Perú 1: Campeón del Descentralizado
- Perú 2: Subcampeón del Descentralizado
- Perú 3: Tercer lugar del Descentralizado
- Perú 4: Cuarto lugar del Descentralizado

#### Copa Sudamericana
- Perú 1: Quinto lugar del Descentralizado
- Perú 2: Sexto lugar del Descentralizado
- Perú 3: Séptimo lugar del Descentralizado
- Perú 4: Octavo lugar del Descentralizado

### Descenso a Liga 2
Los equipos que culminen en los lugares 17 y 18 de la Tabla Acumulada, descienden automáticamente a la Liga 2 2019.

## Ascensos y descensos
Hubo 2 Descensos en la Temporada 2017 y 2 Ascensos (1 Campeón de Copa Perú y 1 Campeón de Segunda División) en esta Temporada.
Por lo que se Mantienen los mismos 16 equipos para este 2018.  Es decir, en el torneo participan 16 equipos: los catorce primeros del Campeonato Descentralizado 2017 más el campeón de la Segunda División 2017 y el campeón de la Copa Perú 2017.

#### Equipos relegados a Segunda División
En el Descentralizado 2017, los equipos descendidos fueron Juan Aurich y Alianza Atlético, estos últimos descendieron luego de perder 1-4 ante Sport Rosario poniendo fin a 3 años consecutivos estando en Primera División, por su parte el cuadro de Lambayeque descendió de una manera curiosa, en la jornada 42, el Juan Aurich llegaba con chances de salvarse con 38 puntos a 4 de la salvación, cuando arrancó la jornada 43 el día 28 de noviembre, el Unión Comercio empató su partido y el Aurich tenía opciones para salvarse, pero temprano en la mañana del día 29 de noviembre el TAS dictó que los lambayecanos deberían perder 3 puntos en mesa con el Real Garcilaso, justo 1 día antes de jugar una "final" con Sporting Cristal, con eso Juan Aurich descendería porque ahora solo tendría 35 puntos a 8 de la salvación, igualmente ganaría su partido pero ya estaba descendido.

#### Equipos ascendido a Primera División
Los 2 equipos que ascendieron fueron el Sport Boys y el Deportivo Binacional, los rosados estuvieron a punto de no ascender, en la jornada 27 de la Segunda División, el Boys empata 0-0 con el Cultural Santa Rosa y ve como la César Vallejo golea al Sport Loreto, con esto Sport Boys se queda a 3 puntos de los de La Libertad a falta de 3 fechas, en sus siguientes partidos ambos ganan y el Sport Boys tendría que esperar que el Deportivo Hualgayoc le gane a la Vallejo para alargar un partido extra, con la sorpresa de todos, el humilde equipo de Cajamarca le ganó 1-0 y con esto tanto Boys como Vallejo quedaron empatados con 57 puntos, tras esto se tubo que disputar un partido extra en Cusco, donde quedaron 1-1 y en el 4.º cobro de la Vallejo en los penales, Olascuaga la manda afuera dejando a Johan Fano marcar el penal decisivo y con esto hacer volver a Sport Boys a Primera luego de 6 años. El otro equipo que ascendería sería el Deportivo Binacional, su camino inició ganando las fases distritales, provinciales y la Liga Regional de Arequipa, ya en la Fase Nacional, el "Bi" quedaría en la posición 12° accediendo a la Primera Roda, allí aplastaría al León de Huánuco con un global de 11-2, luego superaría al Defensor Laure Sur con un global de 5-2 y mismo resultado tendría con Unión San Martín en la Tercera Ronda llegando así al Cuadrangular Final donde golearía al José Carlos Mariátegui y empataría contra el Atlético Grau, en la última fecha llegaba con la obligación de ganar al CNI, y lo consiguió con un 2-0 logrando su primer ascenso a la Primera División.
| Posición                             | Ascendidos de la Copa Perú y Segunda División 2017                                 |
| ------------------------------------ | ---------------------------------------------------------------------------------- |
| 1. 1º Cuadr. Final CP 2017           | Escuela Municipal Binacional (Copa Perú 2017 Cuadrangular Final) Asciende          |
| 2. 2º 2D 2017 Ganad. Def. Campeonato | Sport Boys (Segunda División 2017 y es Ganador Definición del Campeonato) Asciende |

| Posición    | Descendidos a la Segunda División 2018       |
| ----------- | -------------------------------------------- |
| 15° 1D 2017 | Juan Aurich (Segunda División 2018) (D)      |
| 16° 1D 2017 | Alianza Atlético (Segunda División 2018) (D) |

## Equipos participantes

### Localización
Perú está dividido en 24 departamentos y una provincia constitucional, 10 están representados en el campeonato con por lo menos un equipo. Lima cuenta con la mayor cantidad de representantes (5 equipos), seguido por las regiones de Cajamarca y Callao (2 equipos) y de las demás regiones (1 equipo).
| Lima       | 5 | Alianza Lima, Deportivo Municipal, Sporting Cristal, Universidad San Martín y Universitario | Alianza Lima · Deportivo Municipal · Sporting Cristal · Universidad San Martín · Universitario de Deportes Comerciantes Unidos UTC Sport Rosario F. B. C. Melgar · Binacional Ayacucho F. C. Real Garcilaso Sport Huancayo Unión Comercio Academia Cantolao Sport · Boys Localización de los equipos de la Primera División 2018 |
| Cajamarca  | 2 | Comerciantes Unidos y UTC                                                                   | Alianza Lima · Deportivo Municipal · Sporting Cristal · Universidad San Martín · Universitario de Deportes Comerciantes Unidos UTC Sport Rosario F. B. C. Melgar · Binacional Ayacucho F. C. Real Garcilaso Sport Huancayo Unión Comercio Academia Cantolao Sport · Boys Localización de los equipos de la Primera División 2018 |
| Callao     | 2 | Academia Cantolao y Sport Boys                                                              | Alianza Lima · Deportivo Municipal · Sporting Cristal · Universidad San Martín · Universitario de Deportes Comerciantes Unidos UTC Sport Rosario F. B. C. Melgar · Binacional Ayacucho F. C. Real Garcilaso Sport Huancayo Unión Comercio Academia Cantolao Sport · Boys Localización de los equipos de la Primera División 2018 |
| Áncash     | 1 | Sport Rosario                                                                               | Alianza Lima · Deportivo Municipal · Sporting Cristal · Universidad San Martín · Universitario de Deportes Comerciantes Unidos UTC Sport Rosario F. B. C. Melgar · Binacional Ayacucho F. C. Real Garcilaso Sport Huancayo Unión Comercio Academia Cantolao Sport · Boys Localización de los equipos de la Primera División 2018 |
| Arequipa   | 1 | FBC Melgar                                                                                  | Alianza Lima · Deportivo Municipal · Sporting Cristal · Universidad San Martín · Universitario de Deportes Comerciantes Unidos UTC Sport Rosario F. B. C. Melgar · Binacional Ayacucho F. C. Real Garcilaso Sport Huancayo Unión Comercio Academia Cantolao Sport · Boys Localización de los equipos de la Primera División 2018 |
| Ayacucho   | 1 | Ayacucho FC                                                                                 | Alianza Lima · Deportivo Municipal · Sporting Cristal · Universidad San Martín · Universitario de Deportes Comerciantes Unidos UTC Sport Rosario F. B. C. Melgar · Binacional Ayacucho F. C. Real Garcilaso Sport Huancayo Unión Comercio Academia Cantolao Sport · Boys Localización de los equipos de la Primera División 2018 |
| Cusco      | 1 | Real Garcilaso                                                                              | Alianza Lima · Deportivo Municipal · Sporting Cristal · Universidad San Martín · Universitario de Deportes Comerciantes Unidos UTC Sport Rosario F. B. C. Melgar · Binacional Ayacucho F. C. Real Garcilaso Sport Huancayo Unión Comercio Academia Cantolao Sport · Boys Localización de los equipos de la Primera División 2018 |
| Junín      | 1 | Sport Huancayo                                                                              | Alianza Lima · Deportivo Municipal · Sporting Cristal · Universidad San Martín · Universitario de Deportes Comerciantes Unidos UTC Sport Rosario F. B. C. Melgar · Binacional Ayacucho F. C. Real Garcilaso Sport Huancayo Unión Comercio Academia Cantolao Sport · Boys Localización de los equipos de la Primera División 2018 |
| Puno       | 1 | Deportivo Binacional                                                                        | Alianza Lima · Deportivo Municipal · Sporting Cristal · Universidad San Martín · Universitario de Deportes Comerciantes Unidos UTC Sport Rosario F. B. C. Melgar · Binacional Ayacucho F. C. Real Garcilaso Sport Huancayo Unión Comercio Academia Cantolao Sport · Boys Localización de los equipos de la Primera División 2018 |
| San Martín | 1 | Unión Comercio                                                                              | Alianza Lima · Deportivo Municipal · Sporting Cristal · Universidad San Martín · Universitario de Deportes Comerciantes Unidos UTC Sport Rosario F. B. C. Melgar · Binacional Ayacucho F. C. Real Garcilaso Sport Huancayo Unión Comercio Academia Cantolao Sport · Boys Localización de los equipos de la Primera División 2018 |

### Información de los equipos
| Equipo                 | Ciudad     | Entrenador        | Estadio                   | Aforo  | Proveedor | Patrocinador principal (en la equipación) |
| ---------------------- | ---------- | ----------------- | ------------------------- | ------ | --------- | ----------------------------------------- |
| Academia Cantolao      | Callao     | Guillermo Esteves | Miguel Grau               | 17 000 | Verco     | CAM2                                      |
| Alianza Lima           | Lima       | Pablo Bengoechea  | Alejandro Villanueva      | 35 000 | Nike      | Banco Pichincha                           |
| Ayacucho FC            | Ayacucho   | Mario Viera       | Manuel Eloy Molina Robles | 7000   | Real      | New Athletic                              |
| Deportivo Binacional   | Puno       | Mario Flores      | 25 de Noviembre           | 21 000 | Kino      | Expreso Turismo San Martin                |
| Comerciantes Unidos    | Cutervo    | Javier Arce       | Carlos A. Olivares        | 12 000 | Crack     |                                           |
| Deportivo Municipal    | Lima       | Víctor Rivera     | Nacional                  | 50 000 | Walon     | Cemento Sol                               |
| FBC Melgar             | Arequipa   | Hernán Torres     | Monumental de la UNSA     | 40 370 | Walon     |                                           |
| Real Garcilaso         | Cusco      | Óscar Ibáñez      | Garcilaso de la Vega      | 42 000 | Walon     | Caja Cusco                                |
| Sport Boys             | Callao     | Manuel Fernández  | Miguel Grau               | 17 000 | Sfera 3   | Minka                                     |
| Sport Huancayo         | Huancayo   | Marcelo Grioni    | Huancayo                  | 20 000 | Walon     | Caja Huancayo                             |
| Sport Rosario          | Huaraz     | Rainer Torres     | Rosas Pampa               | 20 000 | Palant    | Argenper                                  |
| Sporting Cristal       | Lima       | Mario Salas       | Alberto Gallardo          | 15 000 | Adidas    | Cerveza Cristal                           |
| Unión Comercio         | San Martín | Marcelo Vivas     | IPD de Nueva Cajamarca    | 12 000 | Real      | Corporación Chávez                        |
| Universidad San Martín | Lima       | Carlos Bustos     | Alberto Gallardo          | 15 000 | Joma      | Electrolight                              |
| UTC                    | Cutervo    | Franco Navarro    | Germán Contreras Jara     | 6300   | Convert   | Pieers                                    |
| Universitario          | Lima       | Pedro Troglio     | Monumental                | 80 093 | Marathon  | Móvil Tours                               |

### Jugadores extranjeros
Para el presente campeonato cada equipo podrá incluir dentro de su lista de jugadores un máximo de cinco extranjeros; de los cuales solo podrán actuar de manera simultánea tres. Solo se les permitirá la sustitución de un extranjero durante la ventana de pases de medio año. Si un jugador extranjero se nacionalizará a mitad del campeonato, seguirá contando como extranjero.
| Equipo                 | Jugador 1           | Jugador 2             | Jugador 3            | Jugador 4            | Jugador 5         |
| ---------------------- | ------------------- | --------------------- | -------------------- | -------------------- | ----------------- |
| Academia Cantolao      | Federico Nicosia    | Leandro Martín        | Franco Thomas        | David Cortés Armero  | Fabián González   |
| Alianza Lima           | Tomás Costa         | Gonzalo Godoy         | Mauricio Affonso     | Maximiliano Lemos    |                   |
| Ayacucho FC            | Jhon Obregón        | Hugo Souza            | José Montiel         | Rolando Bogado       | Sixto Ramírez     |
| Deportivo Binacional   | Alfredo David Rojas | Milton Benítez        | Víctor Ferreira      | Mauro Vila           |                   |
| Comerciantes Unidos    | William Klingender  | Carlos Alberto Pérez  | Jeremías Bogado      | Robert Servín        |                   |
| Deportivo Municipal    | José Miguel Andrade | Ricardo Buitrago      |                      |                      |                   |
| FBC Melgar             | Bernardo Cuesta     | Emanuel Biancucchi    | Tulio Etchemaite     | John Narváez         | Pablo Míguez      |
| Real Garcilaso         | Alfredo Ramúa       | Cristián Alessandrini | Diego Hernán Morales | Lampros Kontogiannis |                   |
| Sport Boys             | Maximiliano Velasco | Johnnier Montaño      | Ernest Nungaray      | Luis Tejada          |                   |
| Sport Huancayo         | Rodrigo Colombo     | Carlos Neumann        | Richard Salinas      | Joaquín Boghossian   |                   |
| Sport Rosario          | Alan Murialdo       | Gerardo Vonder Putten |                      |                      |                   |
| Sporting Cristal       | Emanuel Herrera     | Omar Merlo            | Yulián Mejía         |                      |                   |
| Unión Comercio         | Edy Rentería        | Jonathan Segura       | Carlos Preciado      |                      |                   |
| Universidad San Martín | Christian Ortiz     | Aké Arnaud Loba       | Amani Anoumou        | Koffi Dakoi          | Kouyaté Aboubacar |
| UTC                    | Brian Flores        | Gonzalo Baglivo       | Donald Millán        | Jefferson Collazos   | Luis Cardoza      |
| Universitario          | Diego Manicero      | Germán Denis          | Alberto Quintero     | Pablo Lavandeira     |                   |

## Torneo de Verano

#### Grupo A
|    | Equipo                 | PJ | G  | E | P | GF | GC | Dif | Pts | Notas |
| -- | ---------------------- | -- | -- | - | - | -- | -- | --- | --- | ----- |
| 1. | Sporting Cristal       | 14 | 10 | 3 | 1 | 42 | 15 | 27  | 33  | Final |
| 2. | Sport Rosario          | 14 | 6  | 2 | 6 | 23 | 21 | 2   | 20  |       |
| 3. | UTC                    | 14 | 5  | 5 | 4 | 14 | 19 | −5  | 20  |       |
| 4. | Universidad San Martín | 14 | 4  | 7 | 3 | 20 | 18 | 2   | 19  |       |
| 5. | Alianza Lima           | 14 | 5  | 4 | 5 | 16 | 17 | −1  | 19  |       |
| 6. | Comerciantes Unidos    | 14 | 4  | 2 | 8 | 18 | 26 | −8  | 14  |       |
| 7. | Ayacucho FC            | 14 | 4  | 2 | 8 | 22 | 34 | −12 | 14  |       |
| 8. | Universitario          | 14 | 2  | 7 | 5 | 16 | 21 | −5  | 13  |       |

#### Grupo B
|    | Equipo               | PJ | G | E | P | GF | GC | Dif | Pts | Notas |
| -- | -------------------- | -- | - | - | - | -- | -- | --- | --- | ----- |
| 1. | Sport Huancayo       | 14 | 8 | 3 | 3 | 29 | 20 | 9   | 27  | Final |
| 2. | FBC Melgar           | 14 | 6 | 7 | 1 | 20 | 13 | 7   | 25  |       |
| 3. | Deportivo Binacional | 14 | 5 | 6 | 3 | 18 | 17 | 1   | 21  |       |
| 4. | Deportivo Municipal  | 14 | 6 | 2 | 6 | 24 | 21 | 3   | 20  |       |
| 5. | Real Garcilaso       | 14 | 6 | 2 | 6 | 21 | 23 | −3  | 20  |       |
| 6. | Academia Cantolao    | 14 | 4 | 5 | 5 | 14 | 13 | 1   | 17  |       |
| 7. | Sport Boys           | 14 | 3 | 4 | 7 | 15 | 21 | −6  | 13  |       |
| 8. | Unión Comercio       | 14 | 2 | 3 | 9 | 15 | 28 | −13 | 9   |       |

### Final del Torneo de Verano
Para mayor detalle véase: Final del Torneo de Verano 
| 6 de mayo de 2018, 15:30 | Sport Huancayo     | 1:1 (0:1) | Sporting Cristal | Estadio Huancayo, Huancayo                                  |                                                             |
|                          | Neumann 65' (pen.) | Reporte   | Costa 37'        | Asistencia: 8.352 espectadores Árbitro(s): Michael Espinoza | Asistencia: 8.352 espectadores Árbitro(s): Michael Espinoza |

| 12 de mayo de 2018, 20:15 | Sporting Cristal | 1:0 (0:0) | Sport Huancayo | Estadio Nacional, Lima                                 |                                                        |
|                           | Revoredo 59'     | Reporte   |                | Asistencia: 19.936 espectadores Árbitro(s): Diego Haro | Asistencia: 19.936 espectadores Árbitro(s): Diego Haro |

|                                                                                      |
| Campeón Torneo de Verano Sporting Cristal Clasifica a las semifinales del campeonato |

## Torneo Apertura

### Tabla de posiciones
|     | Equipo                 | PJ | G | E | P  | GF | GC | Dif | Pts | Notas                  |
| --- | ---------------------- | -- | - | - | -- | -- | -- | --- | --- | ---------------------- |
| 1.  | Sporting Cristal       | 15 | 9 | 5 | 1  | 27 | 7  | 20  | 32  | Copa Libertadores 2019 |
| 2.  | Alianza Lima           | 15 | 8 | 3 | 4  | 24 | 16 | 8   | 27  |                        |
| 3.  | Real Garcilaso         | 15 | 8 | 2 | 5  | 19 | 19 | 0   | 26  |                        |
| 4.  | Deportivo Municipal    | 15 | 7 | 3 | 5  | 21 | 16 | 5   | 24  |                        |
| 5.  | UTC                    | 15 | 6 | 6 | 3  | 19 | 15 | 4   | 24  |                        |
| 6.  | FBC Melgar             | 15 | 6 | 6 | 3  | 23 | 20 | 3   | 24  |                        |
| 7.  | Unión Comercio         | 15 | 6 | 5 | 4  | 17 | 16 | 1   | 23  |                        |
| 8.  | Deportivo Binacional   | 15 | 6 | 3 | 6  | 15 | 14 | 1   | 21  |                        |
| 9.  | Sport Boys             | 15 | 4 | 7 | 4  | 20 | 21 | −1  | 19  |                        |
| 10. | Sport Huancayo         | 15 | 4 | 6 | 5  | 16 | 15 | 1   | 18  |                        |
| 11. | Universitario          | 15 | 4 | 6 | 5  | 18 | 21 | −3  | 18  |                        |
| 12. | Sport Rosario          | 15 | 6 | 3 | 6  | 21 | 24 | −3  | 17  |                        |
| 13. | Academia Cantolao      | 15 | 4 | 5 | 6  | 21 | 27 | −6  | 17  |                        |
| 14. | Universidad San Martín | 15 | 2 | 7 | 6  | 20 | 23 | −3  | 13  |                        |
| 15. | Ayacucho FC.           | 15 | 3 | 3 | 9  | 17 | 21 | −4  | 12  |                        |
| 16. | Comerciantes Unidos    | 15 | 0 | 4 | 11 | 10 | 33 | −23 | 4   |                        |

|                                                                              |
| Campeón Torneo Apertura Sporting Cristal Clasifica a la final del campeonato |

## Torneo Clausura

### Tabla de posiciones
|     | Equipo                 | PJ | G | E | P  | GF | GC | Dif | Pts | Notas                  |
| --- | ---------------------- | -- | - | - | -- | -- | -- | --- | --- | ---------------------- |
| 1.  | FBC Melgar             | 15 | 9 | 3 | 3  | 21 | 13 | 8   | 30  | Copa Libertadores 2019 |
| 2.  | Alianza Lima           | 15 | 8 | 3 | 4  | 20 | 14 | 6   | 27  |                        |
| 3.  | Ayacucho FC            | 15 | 7 | 5 | 3  | 30 | 25 | 5   | 26  |                        |
| 4.  | Universitario          | 15 | 8 | 2 | 5  | 20 | 17 | 3   | 26  |                        |
| 5.  | Sporting Cristal       | 15 | 7 | 3 | 5  | 37 | 14 | 23  | 24  |                        |
| 6.  | Unión Comercio         | 15 | 7 | 2 | 6  | 29 | 25 | 4   | 23  |                        |
| 7.  | Universidad San Martín | 15 | 6 | 4 | 5  | 20 | 20 | 0   | 22  |                        |
| 8.  | Real Garcilaso         | 15 | 5 | 6 | 4  | 26 | 22 | 4   | 21  |                        |
| 9.  | Academia Cantolao      | 15 | 7 | 1 | 7  | 18 | 22 | −4  | 20  |                        |
| 10. | Deportivo Municipal    | 15 | 6 | 3 | 6  | 15 | 19 | −4  | 20  |                        |
| 11. | Sport Boys             | 15 | 5 | 3 | 7  | 21 | 23 | -2  | 18  |                        |
| 12. | Comerciantes Unidos    | 15 | 5 | 3 | 7  | 15 | 19 | −4  | 18  |                        |
| 13. | Deportivo Binacional   | 15 | 5 | 2 | 8  | 14 | 25 | −11 | 17  |                        |
| 14. | UTC                    | 15 | 4 | 5 | 6  | 14 | 14 | 0   | 16  |                        |
| 15. | Sport Huancayo         | 15 | 3 | 7 | 5  | 19 | 22 | −3  | 16  |                        |
| 16. | Sport Rosario          | 15 | 1 | 2 | 12 | 10 | 35 | −25 | 2   |                        |

|                                                                               |
| Campeón Torneo Clausura FBC Melgar Clasifica a las semifinales del campeonato |

## Tabla acumulada

### Clasificación
|     |                      | Equipo                 | PJ | G  | E  | P  | GF  | GC  | Dif | Pts | Notas                                         |
| --- | -------------------- | ---------------------- | -- | -- | -- | -- | --- | --- | --- | --- | --------------------------------------------- |
| 1.  |                      | Sporting Cristal.      | 44 | 26 | 11 | 7  | 106 | 36  | 70  | 91  | Final y fase de grupos Copa Libertadores 2019 |
| 2.  |                      | FBC Melgar             | 44 | 21 | 16 | 7  | 64  | 46  | 18  | 79  | Semifinal y Copa Libertadores 2019            |
| 3.  | Alianza Lima.        | 44                     | 21 | 10 | 13 | 60 | 47  | 13  | 73  |     | Semifinal y Copa Libertadores 2019            |
| 4.  |                      | Real Garcilaso         | 44 | 19 | 10 | 15 | 66  | 64  | 2   | 67  | Primera Fase de la Copa Libertadores 2019     |
| 5.  |                      | Deportivo Municipal.   | 44 | 19 | 8  | 17 | 60  | 56  | 4   | 63  | Primera Fase de la Copa Sudamericana 2019     |
| 6.  | Sport Huancayo       | 44                     | 15 | 16 | 13 | 64 | 57  | 7   | 61  |     | Primera Fase de la Copa Sudamericana 2019     |
| 7.  | UTC.                 | 44                     | 15 | 16 | 13 | 47 | 48  | −1  | 59  |     | Primera Fase de la Copa Sudamericana 2019     |
| 8.  | Deportivo Binacional | 44                     | 16 | 11 | 17 | 47 | 56  | −9  | 59  |     | Primera Fase de la Copa Sudamericana 2019     |
| 9.  |                      | Universitario.         | 44 | 14 | 15 | 15 | 54  | 59  | −5  | 56  |                                               |
| 10. |                      | Unión Comercio         | 44 | 15 | 10 | 19 | 61  | 69  | −8  | 55  |                                               |
| 11. |                      | Universidad San Martín | 44 | 12 | 18 | 14 | 60  | 61  | 1   | 54  |                                               |
| 12. |                      | Academia Cantolao.     | 44 | 15 | 11 | 18 | 53  | 62  | −9  | 54  |                                               |
| 13. |                      | Ayacucho FC            | 44 | 14 | 10 | 20 | 69  | 80  | −11 | 52  |                                               |
| 14. |                      | Sport Boys             | 44 | 12 | 14 | 18 | 56  | 65  | −9  | 50  |                                               |
| 15. |                      | Sport Rosario          | 44 | 13 | 7  | 24 | 54  | 80  | −26 | 39  | Liga 2 2019                                   |
| 16. | Comerciantes Unidos  | 44                     | 9  | 9  | 26 | 43 | 78  | −37 | 36  |     | Liga 2 2019                                   |

## Play-offs

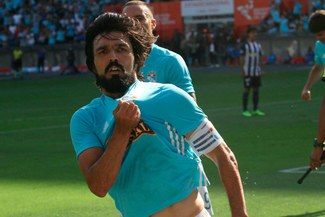
Jorge Cazulo celebrando el primer gol del partido de vuelta en la final entre Sporting Cristal y Alianza Lima.

Los playoffs fueron la última etapa del campeonato. Inicialmente se jugarían entre cuatro equipos: los ganadores de los Torneos de Verano, Apertura, Clausura y el mejor equipo de la tabla acumulada que no fuese ganador de ninguno de los otros tres torneos. Entre estos cuatro equipos se sortearían en dos llaves de semifinales, las cuales se jugarían por eliminación directa, en partidos de ida y vuelta. Los ganadores de las semifinales se clasificarían a la final y a la fase de grupos de la Copa Libertadores 2019. Los perdedores, por su parte, debían jugar un partido por el tercer puesto; el ganador se clasificaría para la Segunda fase de la Copa Libertadores 2019 y el perdedor para la Primera.
- Sin embargo, luego de que Sporting Cristal ganara los torneos de Verano y Apertura, se clasificó directamente a la final y para la Fase de grupos de la Copa Libertadores; por lo tanto el número de participantes se redujo solo a tres. El campeón del Torneo Clausura y el mejor equipo en la tabla acumulada, no campeón de los tres torneos previos, se clasificaron para la semifinal de los playoffs, que se jugó en partidos de ida y vuelta que dieron como ganador al equipo que consiguió más puntos. En caso de empate, se definió con tiros desde el punto penal.[20] El ganador de la semifinal se clasificará a la fase de grupos de la Copa Libertadores, mientras que el perdedor se clasificará para la Segunda Fase. El mejor equipo de la tabla acumulada no clasificado a los Playoffs se clasificará para la Primera Fase.

### Equipos clasificados
| Equipo           | Método de clasificación                                                         | Fecha de clasificación |
| ---------------- | ------------------------------------------------------------------------------- | ---------------------- |
| Sporting Cristal | Campeón del Torneo de Verano                                                    | 11 de abril            |
| Sporting Cristal | Campeón del Torneo Apertura                                                     | 23 de agosto           |
| FBC Melgar       | Campeón del Torneo Clausura 2.º puesto en la tabla acumulada                    | 25 de noviembre        |
| Alianza Lima     | 3.er puesto de la tabla acumulada Subcampeón de los Torneos Apertura y Clausura | 25 de noviembre        |

### Desarrollo
|  | Semifinal           | Semifinal        | Semifinal    | Semifinal |   |   | Final | Final | Final | Final |  |
|  |                     |                  |              |           |   |   |       |       |       |       |  |
|  |                     |                  |              |           |   |   |       |       |       |       |  |
|  |                     |                  |              |           |   |   |       |       |       |       |  |
|  |                     |                  |              |           |   |   |       |       |       |       |  |
|  |                     |                  |              |           |   |   |       |       |       |       |  |
|  |                     | Sporting Cristal | 4            | 3         | 7 |   |       |       |       |       |  |
|  |                     |                  |              |           | 7 |   |       |       |       |       |  |
|  |                     |                  | Alianza Lima | 1         | 0 | 1 |       |       |       |       |  |
|  | FBC Melgar          | 3                | Alianza Lima | 1         | 0 | 1 | 2     | 5 (0) |       |       |  |
|  | FBC Melgar          | 3                |              |           |   |   | 2     | 5 (0) |       |       |  |
|  | Alianza Lima (pen.) | 3                | 2            | 5 (2)     |   |   |       |       |       |       |  |
|  | Alianza Lima (pen.) | 3                | 2            | 5 (2)     |   |   |       |       |       |       |  |
|  |                     |                  |              |           |   |   |       |       |       |       |  |

### Semifinal
| 2 de diciembre del 2018, 16:00 | Alianza Lima                              | 3:3 (0:2) | Melgar                                  | Estadio Alejandro Villanueva, Lima                       |                                                          |
|                                | · Affonso 69' · Quevedo 70' · Fuentes 78' | Reporte   | Sánchez 25' · Gonzáles 32' · Loyola 65' | Asistencia: 28 905 espectadores Árbitro(s): Kevin Ortega | Asistencia: 28 905 espectadores Árbitro(s): Kevin Ortega |

| 6 de diciembre del 2018, 20:00 | Melgar                                  | 2:2 (1:1) (0:2 p.)         | Alianza Lima               | Estadio Monumental de la UNSA, Arequipa                  |                                                          |
|                                | · Cuesta 33' · Carmona 61'              | Reporte                    | Pósito 17' · Pósito 79'    | Asistencia: 30 177 espectadores Árbitro(s): Joel Alarcón | Asistencia: 30 177 espectadores Árbitro(s): Joel Alarcón |
|                                |                                         | Tiros desde el punto penal |                            |                                                          |                                                          |
|                                | Etchemaite · Biancucchi · Míguez · Arce |                            | Ramírez · Hohberg · Pósito |                                                          |                                                          |

|                                                                                     |                                                                                       |
| Finalista Alianza Lima Clasificado a la Fase de grupos de la Copa Libertadores 2019 | 3.er lugar F. B. C. Melgar Clasificado a la Segunda fase de la Copa Libertadores 2019 |

### Final
| 12 de diciembre del 2018, 20:00 | Alianza Lima    | 1:4 (0:2) | Sporting Cristal                                    | Estadio Alejandro Villanueva, Lima                     |                                                        |
|                                 | · Adrianzén 83' | Reporte   | López 6' · Revoredo 16' · Costa 85' · Pacheco 90+4' | Asistencia: 30 266 espectadores Árbitro(s): Diego Haro | Asistencia: 30 266 espectadores Árbitro(s): Diego Haro |

| 16 de diciembre del 2018, 16:00 | Sporting Cristal                       | 3:0 (2:0) | Alianza Lima | Estadio Nacional, Lima                                           |                                                                  |
|                                 | Cazulo 14' · Costa 27' · Herrera 72' · | Reporte   |              | Asistencia: 34 635 espectadores Árbitro(s): Víctor Hugo Carrillo | Asistencia: 34 635 espectadores Árbitro(s): Víctor Hugo Carrillo |

|                                               |
|                                               |
| Campeón Nacional Sporting Cristal 19.º título |
|                                               |

## Clasificación a torneos de Conmebol

### Copa Libertadores
| Clasificado como | Equipo           | Fase           |
| ---------------- | ---------------- | -------------- |
| Perú 1           | Sporting Cristal | Fase de grupos |
| Perú 2           | Alianza Lima     | Fase de grupos |
| Perú 3           | FBC Melgar       | Fase 2         |
| Perú 4           | Real Garcilaso   | Fase 1         |

### Copa Sudamericana
| Clasificado como | Equipo               | Fase   |
| ---------------- | -------------------- | ------ |
| Perú 1           | Deportivo Municipal  | Fase 1 |
| Perú 2           | Sport Huancayo       | Fase 1 |
| Perú 3           | UTC                  | Fase 1 |
| Perú 4           | Deportivo Binacional | Fase 1 |

## Estadísticas

### Tabla de goleadores
Con sus 40 goles, Emanuel Herrera se convirtió en el jugador que más goles marcó en una sola temporada en la Primera División, superando la marca de Eduardo Esidio de 37 goles en el 2000.
Nota: Nombres y banderas de equipos en la época.
| \| Pos. \| Jugador \| G. \| Part. \| Prom. \| Club \| \| ---- \| ----------------- \| -- \| ----- \| ----- \| -------------------------- \| \| 1 \| Emanuel Herrera \| 40 \| 38 \| 1.01 \| Sporting Cristal \| \| 2 \| Carlos Neumann \| 27 \| 42 \| 0.64 \| Sport Huancayo \| \| 3 \| Gabriel Costa \| 26 \| 39 \| 0.66 \| Sporting Cristal \| \| 4 \| Mauricio Montes \| 22 \| 43 \| 0.55 \| Ayacucho FC \| \| 5 \| Fabián González \| 21 \| 39 \| 0.53 \| Academia Cantolao \| \| 6 \| Aké Loba \| 18 \| 32 \| 0.56 \| Universidad San Martín \| \| 7 \| Luis Tejada \| 16 \| 30 \| 0.53 \| Sport Boys \| \| 8 \| Willyan Mimbela \| 15 \| 37 \| 0.40 \| Unión Comercio \| \| 9 \| Tulio Etchemaite \| 13 \| 25 \| 0.52 \| Sport Rosario y FBC Melgar \| \| = \| Donald Millán \| 13 \| 39 \| 0.33 \| UTC \| \| 11 \| Bernardo Cuesta \| 12 \| 30 \| 0.40 \| FBC Melgar \| \| 12 \| Rodrigo Cuba \| 11 \| 38 \| 0.28 \| Deportivo Municipal \| \| = \| Jeremías Bogado \| 11 \| 38 \| 0.28 \| Comerciantes Unidos \| \| = \| Alejandro Hohberg \| 11 \| 40 \| 0.27 \| Alianza Lima \| |                   |    |       |       |                            |
| Pos. | Jugador           | G. | Part. | Prom. | Club                       |
| 1 | Emanuel Herrera   | 40 | 38    | 1.01  | Sporting Cristal           |
| 2 | Carlos Neumann    | 27 | 42    | 0.64  | Sport Huancayo             |
| 3 | Gabriel Costa     | 26 | 39    | 0.66  | Sporting Cristal           |
| 4 | Mauricio Montes   | 22 | 43    | 0.55  | Ayacucho FC                |
| 5 | Fabián González   | 21 | 39    | 0.53  | Academia Cantolao          |
| 6 | Aké Loba          | 18 | 32    | 0.56  | Universidad San Martín     |
| 7 | Luis Tejada       | 16 | 30    | 0.53  | Sport Boys                 |
| 8 | Willyan Mimbela   | 15 | 37    | 0.40  | Unión Comercio             |
| 9 | Tulio Etchemaite  | 13 | 25    | 0.52  | Sport Rosario y FBC Melgar |
| = | Donald Millán     | 13 | 39    | 0.33  | UTC                        |
| 11 | Bernardo Cuesta   | 12 | 30    | 0.40  | FBC Melgar                 |
| 12 | Rodrigo Cuba      | 11 | 38    | 0.28  | Deportivo Municipal        |
| = | Jeremías Bogado   | 11 | 38    | 0.28  | Comerciantes Unidos        |
| = | Alejandro Hohberg | 11 | 40    | 0.27  | Alianza Lima               |

### Tabla de asistentes
Nota: Nombres y banderas de equipos en la época.
| \| Pos. \| Jugador \| Asi. \| Part. \| Prom. \| Club \| \| ---- \| ------------------ \| ---- \| ----- \| ----- \| ---------------------- \| \| 1 \| Alfredo Ramúa \| 19 \| 42 \| 0.45 \| Real Garcilaso \| \| 2 \| Gabriel Costa \| 16 \| 39 \| 0.41 \| Sporting Cristal \| \| 3 \| Marcos Lliuya \| 12 \| 40 \| 0.30 \| Sport Huancayo \| \| 4 \| José Manzaneda \| 11 \| 32 \| 0.34 \| Deportivo Municipal \| \| = \| Marcio Velverde \| 11 \| 36 \| 0.30 \| Sport Huancayo \| \| 6 \| Patricio Arce \| 10 \| 37 \| 0.27 \| FBC Melgar \| \| = \| Alejandro Hohberg \| 10 \| 40 \| 0.25 \| Alianza Lima \| \| 8 \| Juan Pablo Vergara \| 9 \| 28 \| 0.32 \| UTC \| \| = \| Gary Correa \| 9 \| 40 \| 0.22 \| Universidad San Martín \| \| = \| Josepmir Ballón \| 9 \| 40 \| 0.22 \| Sporting Cristal \| \| 11 \| Iván Santillán \| 8 \| 38 \| 0.21 \| Real Garcilaso \| \| 12 \| Reimond Manco \| 7 \| 36 \| 0.19 \| Unión Comercio \| \| 13 \| Willyan Mimbela \| 6 \| 37 \| 0.16 \| Unión Comercio \| \| = \| Emanuel Herrera \| 6 \| 38 \| 0.15 \| Sporting Cristal \| |                    |      |       |       |                        |
| Pos. | Jugador            | Asi. | Part. | Prom. | Club                   |
| 1 | Alfredo Ramúa      | 19   | 42    | 0.45  | Real Garcilaso         |
| 2 | Gabriel Costa      | 16   | 39    | 0.41  | Sporting Cristal       |
| 3 | Marcos Lliuya      | 12   | 40    | 0.30  | Sport Huancayo         |
| 4 | José Manzaneda     | 11   | 32    | 0.34  | Deportivo Municipal    |
| = | Marcio Velverde    | 11   | 36    | 0.30  | Sport Huancayo         |
| 6 | Patricio Arce      | 10   | 37    | 0.27  | FBC Melgar             |
| = | Alejandro Hohberg  | 10   | 40    | 0.25  | Alianza Lima           |
| 8 | Juan Pablo Vergara | 9    | 28    | 0.32  | UTC                    |
| = | Gary Correa        | 9    | 40    | 0.22  | Universidad San Martín |
| = | Josepmir Ballón    | 9    | 40    | 0.22  | Sporting Cristal       |
| 11 | Iván Santillán     | 8    | 38    | 0.21  | Real Garcilaso         |
| 12 | Reimond Manco      | 7    | 36    | 0.19  | Unión Comercio         |
| 13 | Willyan Mimbela    | 6    | 37    | 0.16  | Unión Comercio         |
| = | Emanuel Herrera    | 6    | 38    | 0.15  | Sporting Cristal       |

## Premios
El 20 de diciembre del 2018, se llevó a cabo la Ceremonia de Premiación de la ADFP, con sus respectivos galardones.

### Premios de Jugadores
| Premio          | Jugador         | Club                   |
| --------------- | --------------- | ---------------------- |
| Mejor Jugador   | Gabriel Costa   | Sporting Cristal       |
| Mejor Arquero   | Leao Butrón     | Alianza Lima           |
| Mejor Defensa   | Aldair Salazar  | Deportivo Municipal    |
| Mejor Volante   | Gabriel Costa   | Sporting Cristal       |
| Mejor Delantero | Emanuel Herrera | Sporting Cristal       |
| Gol de año      | Willyan Mimbela | Unión Comercio         |
| Revelación      | Jairo Concha    | Universidad San Martín |

### Premios de Entrenadores
| Premio           | Entrenador  | Club             |
| ---------------- | ----------- | ---------------- |
| Mejor Entrenador | Mario Salas | Sporting Cristal |

### Premio de Equipos
| Premio    | Club           | Club |
| --------- | -------------- | ---- |
| Fair Play | Sport Huancayo |      |

|  |  |  |  |  |  |  |  |  |  |  |